# Paris Visite

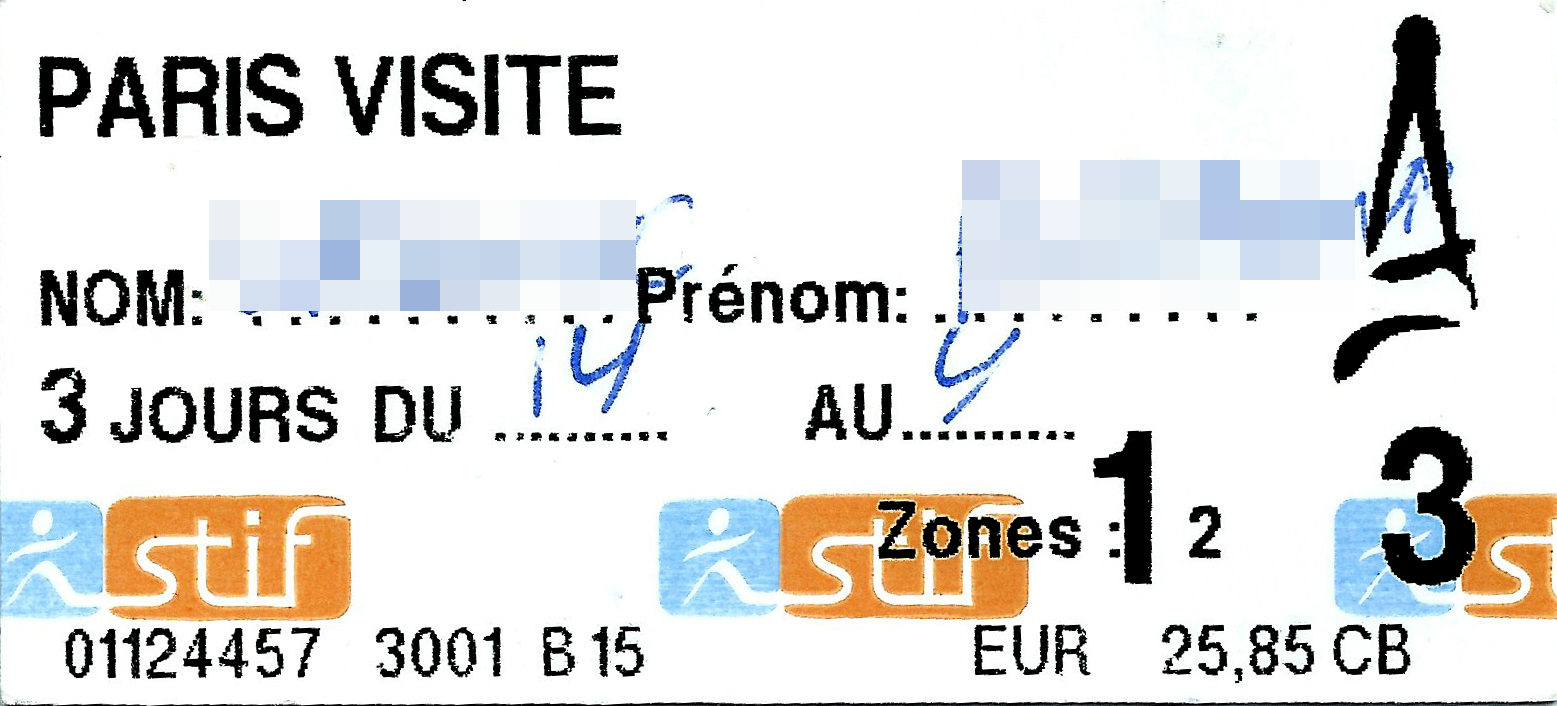
Paris Visite

Paris Visite je jízdenka pro městskou hromadnou dopravu v Paříži určená speciálně pro turisty.

## Využití
Jízdenka může mít dobu platnosti 1, 2, 3 nebo 5 dnů. Pařížská integrovaná doprava je rozdělena na několik zón. Paris Visite platí buď pro zóny 1-3 nebo 1-6, přičemž zóny 1-3 pokrývají centrum města a přilehlé okolí (tedy La Défense a Stade de France), ale nelze ji už použít na vlaky jedoucí do vzdálených míst regionu Île-de-France.
Uvnitř těchto zón platí jízdenka ve všech typech dopravy společnosti RATP (metro, RER, autobusy, tramvaje, lanovka na Montmartre, Montmartrobus, Orlyval, Noctilien) a příměstské vlaky SNCF (RER, Transilien). Jízdenka neplatí pro většinu zvláštních autobusových linek a na říční lince Voguéo. S jízdenkou pro zóny 1–6 je možné dojet až k zámku Versailles, Eurodisneylandu a na pařížská letiště Charlese de Gaulla na severu a Orly na jihu.
Jízdenka rovněž umožňuje zlevněný 20% vstup do 18 vybraných pařížských muzeí, galerií a dalších památek, např. Vítězný oblouk, Espace Dalí, Musée du quai Branly, Pantheon, zámek Fontainebleau, zámek Vincennes, Musée Grévin nebo Tour Montparnasse a také 10% slevu na nákup v obchodním domě Galeries Lafayette.